# Formule de Tanaka
En calcul stochastique, la formule de Tanaka s'écrit :
{\displaystyle |B_{t}|=\int _{0}^{t}\operatorname {sgn}(B_{s})\,dB_{s}+L_{t}}
où Bt est un mouvement brownien standard, sgn désigne la fonction signe :
{\displaystyle \operatorname {sgn}(x)={\begin{cases}+1,&x\geq 0;\\-1,&x<0.\end{cases}}}
et Lt est le temps local (en) en 0 du mouvement brownien B (le temps local passé par B en 0 jusqu'au temps t). Celui-ci est donné par la limite dans L2 suivante :
{\displaystyle L_{t}=\lim _{\varepsilon \downarrow 0}{\frac {1}{2\varepsilon }}|\{s\in [0,t]|B_{s}\in (-\varepsilon ,+\varepsilon )\}|.}
La formule de Tanaka correspond à la décomposition de Doob–Meyer explicite de la sous-martingale |Bt| en sa partie martingale (l'intégrale du membre de droite), et son processus croissant continu (le temps local). On peut aussi voir cette formule comme une analogue du lemme d'Itô pour la fonction valeur absolue (qui n'est pas régulière) {\displaystyle f(x)=|x|}, avec {\displaystyle f'(x)=\operatorname {sgn}(x)} et {\displaystyle f''(x)=2\delta (x)}.

## Plan de la preuve
La fonction |x| n'est pas de classe C2 en x = 0, donc il n'est pas possible d'appliquer le lemme d'Itô directement. Mais si on approxime cette fonction au voisinage de 0 (i.e. sur l'intervalle[−ε, ε]) par des polynômes :
{\displaystyle {\frac {x^{2}}{2|\varepsilon |}}+{\frac {|\varepsilon |}{2}},}
on peut alors utiliser le lemme d'Itô et prendre la limite lorsque ε → 0, pour obtenir la formule de Tanaka.